# Trojeściowate
Trojeściowate (Asclepiadaceae) – rodzina roślin z rzędu goryczkowców (w systemie Cronquista z roku 1981). W nowszych systemach klasyfikacyjnych (np. system APG III z 2009) należące tu rośliny włączane są do toinowatych, jako podrodzina Asclepioideae. Takson w ujęciu Cronquista liczył ok. 3000 gatunków w około 250 rodzajach, zamieszkujących głównie obszary tropikalne i subtropikalne. Nieliczni przedstawiciele zamieszkują także klimat umiarkowany.

## Morfologia
PokrójPrzeważnie pnącza oraz rośliny zielne, rzadko krzewy i niewielkie drzewa.
ŁodygaŁodyga pnączy przeważnie zdrewniała. Wśród trojeściowatych występuje tendencja do tworzenia zgrubiałej łodygi magazynującej wodę, stąd liczne sukulenty.
LiścieNaprzeciwległe lub okółkowe, niepodzielone.
KwiatyObupłciowe, promieniste, o koronie zrosłopłatkowej. kielich i korona kwiatu są złożone z pięciu listków i pięciu pręcików. Pylniki są przyrośnięte do słupka, tworząc prętosłup o skomplikowanej budowie. Pyłek jest zlepiony w jedną masę, zwaną pyłkowiną. Słupek z dwóch owocolistków. Zalążnia dwukomorowa, mniej lub bardziej zrośnięta z dnem kwiatowym. Kwiat trojeściowych jest kwiatem paściowym.
OwocDwa mieszki wypełnione drobnymi nasionami opatrzonymi pęczkami długich włosów.

## Systematyka
W systemie Reveala (1993–1999) brak takiej rodziny. Gatunki zaliczane przez Cronquista do trojeściowatych w systemie Reveala są w większości włączone do rodziny toinowatych (Apocynaceae).
W systemie APG II i APG III rodzina Asclepiadaceae występuje w randze podrodziny Asclepiadoideae w obrębie rodziny toinowatych (Apocynaceae).
Pozycja rodziny w systemie Cronquista (1981)
Gromada okrytonasienne, klasa dwuliścienne, podklasa astrowe, rząd goryczkowce, rodzina trojeściowate.
Wybrane rodzaje
- ciemiężyk (Vincetoxicum)
- opięta (Dischidia)
- świecznica (Ceropegia)
- tojowiec (Marsdenia)
- trojeść (Asclepias)

Wykaz rodzajów
| - Absolmsia Kuntze - Adelostemma Hook.f. - Aidomene Stopp - Amblystigma Benth. - Ampelamus Raf. - Amphidetes E.Fourn. - Anatropanthus Schltr. - Anisopus N.E.Br. - Anisotoma Fenzl - Anomotassa K.Schum. - Araujia Brot. - Asclepias L. - Aspidoglossum E.Mey. - Astephanus R.Br. - Asterostemma Decne. - Atherandra Decne. - Atherolepis Hook.f. - Atherostemon Blume - Baeolepis Decne. ex Moq. - Barjonia Decne. - Baroniella Costantin Gallaud - Baseonema Schltr. & Rendle - Basistelma Bartlett - Batesanthus N.E.Br. - Biondia Schltr. - Blepharodon Decne. - Blyttia Arn. - Brachystelma R.Br. - Calathostelma E.Fourn. - Calostigma Decne. - Calotropis R.Br. - Campstigma Pierre ex Costantin - Camptocarpus Decne. - Caralluma R.Br. - Ceropegia L. - Chlorocyathus Oliv. - Cibirhiza Bruyns - Cionura Griseb. - Clemensiella Schltr. - Coelostelma E.Fourn. - Conomitra Fenzl - Cordylogyne E.Mey. - Corollonema Schltr. - Cosmostigma Wight - Costantina Bullock - Cryptolepis R.Br. - Cryptostegia R.Br. - Curinila Schult. - Curroria Planch. ex Benth. - Cyathostelma E.Fourn. - Cynanchum L. - Cyprinia Browicz - Dactylostelma Schltr. - Dalzielia Turrill - Decabelone Decne. - Decalepis Wight & Arn. - Decanema Decne. - Decastelma Schltr. - Dicarpophora Speg. - Dictyanthus Decne. - Diplolepis R.Br. - Diplostigma K.Schum. - Dischidanthus Tsiang - Dischidia R.Br. - Dischidiopsis Schltr. - Ditassa R.Br. - Dittoceras Hook.f. - Dolichostegia Schltr. - Dorystephania Warb. - Dregea E.Mey. - Drepanostemma Jum. & H.Perrier - Duvalia Haw. - Duvaliandra M.G.Gilbert - Echidnopsis Hook.f. - Ecliptostelma Brandegee - Ectadiopsis Benth. - Ectadium E.Mey. - Edithcolea N.E.Br. - Emicocarpus K.Schum. & Schltr. - Emplectanthus N.E.Br. - Epistemma D.V.Field & J.B.Hall - Eustegia R.Br. - Exolobus E.Fourn. - Fanninia Harv. - Fimbristemma Turcz. - Finlaysonia Wall. - Fischeria DC. - Fissiglossum Rusby - Fockea Endl. - Folotsia Costantin & Bois - Frerea Dalzell - Funastrum E.Fourn. - Genianthus Hook.f. - Glossonema Decne. - Glossostelma Schltr. - Gomphocarpus R.Br. - Gongronema (Endl.) Decne. - Gongylosperma King & Gamble - Gonioanthela Malme - Goniostemma Wight - Gonocrypta Baill. - Gonolobus Michx. - Graphistemma Champ. ex Benth. - Grisebachiella Lorentz - Gunnessia P.I.Forst. - Gymnanthera R.Br. - Gymnema R.Br. - Gymnemopsis Costantin | - Harmandiella Costantin - Harpanema Decne. - Heliostemma Woodson - Hemidesmus R.Br. - Hemipogon Decne. - Heterostemma Wight & Arn. - Heynella Backer - Himantostemma A.Gray - Holostemma R.Br. - Hoodia Sweet ex Decne. - Hoya R.Br. - Hoyella Ridl. - Huernia R.Br. - Huerniopsis N.E.Br. - Huthamnus Tsiang - Hypolobus E.Fourn. - Ibatia Decne. - Ischnolepis Jum. & H.Perrier - Ischnostemma King & Gamble - Jacaima Rendle - Janakia J.Joseph & Chandras. - Jobinia E.Fourn. - Kanahia R.Br. - Karimbolea Desc. - Kinepetalum Schltr. - Labidostelma Schltr. - Lachnostoma Kunth - Lagoa T.Durand - Lavrania Plowes - Leichardtia R.Br. - Leptadenia R.Br. - Lhotzkyella Rauschert - Loniceroides Bullock - Lorostelma E.Fourn. - Lugonia Wedd. - Lygisma Hook.f. - Macropetalum Burch. ex Decne. - Macroscepis Kunth - Madarosperma Benth. - Mahafalia Jum. & H.Perrier - Mahawoa Schltr. - Malinvaudia E.Fourn. - Mangenotia Pichon - Margaretta Oliv. - Marsdenia R.Br. - Matelea Aubl. - Meladerma Kerr - Melinia Decne. - Mellichampia A.Gray ex S.Watson - Menabea Baill. - Meresaldia Bullock - Merrillanthus Chun & Tsiang - Metalepis Griseb. - Metaplexis R.Br. - Metastelma R.Br. - Micholitzia N.E.Br. - Microdactylon Brandegee - Microloma R.Br. - Microstelma Baill. - Miraglossum Kupicha - Mitolepis Balf.f. - Mitostigma Decne. - Mondia Skeels - Morrenia Lindl. - Myriopteron Griff. - Nautonia Decne. - Nematostemma Choux - Neoschumannia Schltr. - Nephradenia Decne. - Notechidnopsis Lavranos & Bleck - Odontanthera Wight - Odontostelma Rendle - Oistonema Schltr. - Oncinema Arn. - Oncostemma K.Schum. - Ophionella Bruyns - Orbea Haw. - Orbeanthus L.C.Leach - Orbeopsis L.C.Leach - Oreosparte Schltr. - Orthanthera Wight - Orthosia Decne. - Oxypetalum R.Br. - Oxystelma R.Br. - Pachycarpus E.Mey. - Pachycymbium L.C.Leach - Papuastelma Bullock - Parapodium E.Mey. - Parquetina Baill. - Pattalias S.Watson - Peckoltia E.Fourn. - Pectinaria Haw. - Pentabothra Hook.f. - Pentacyphus Schltr. - Pentagonanthus Bullock - Pentanura Blume - Pentarrhinum E.Mey. - Pentasacme Wall. ex Wight - Pentastelma Tsiang & P.T.Li - Pentatropis R.Br. ex Wight & Arn. - Pentopetia Decne. - Pentopetiopsis Costantin & Gallaud - Peplonia Decne. - Pergularia L. - Periglossum Decne. - Periploca L. - Petopentia Bullock | - Phaeostemma E.Fourn. - Pherotrichis Decne. - Philibertia Kunth - Phyllanthera Blume - Physostelma Wight - Piaranthus R.Br. - Platykeleba N.E.Br. - Pleurostelma Baill. - Podandra Baill. - Podostelma K.Schum. - Poicillopsis Schltr. ex Rendle - Polystemma Decne. - Prosopostelma Baill. - Prosthecidiscus Donn.Sm. - Pseudibatia Malme - Pseudolithos Bally - Pseudomarsdenia Baill. - Pseudopectinaria Lavranos - Pseudopentatropis Costantin - Ptycanthera Decne. - Pycnobregma Baill. - Pycnoneurum Decne. - Pycnorhachis Benth. - Pycnostelma Bunge ex Decne. - Quaqua N.E.Br. - Quisumbingia Merr. - Raphionacme Harv. - Raphistemma Wall. - Rhyncharrhena F.Muell. - Rhyssolobium E.Mey. - Rhyssostelma Decne. - Rhytidocaulon Bally - Riocreuxia Decne. - Rojasia Malme - Rothrockia A.Gray - Sacleuxia Baill. - Sarcolobus R.Br. - Sarcorrhiza Bullock - Sarcostemma R.Br. - Sattadia E.Fourn. - Schistogyne Hook. & Arn. - Schistonema Schltr. - Schizoglossum E.Mey. - Schlechterella K.Schum. - Schubertia Mart. - Scyphostelma Baill. - Secamone R.Br. - Secamonopsis Jum. - Seshagiria Ansari & Hemadri - Siphonostelma Schltr. - Sisyranthus E.Mey. - Socotranthus Kuntze - Solenostemma Hayne - Spathidolepis Schltr. - Sphaerocodon Benth. - Spirella Costantin - Stapelia L. - Stapelianthus Choux ex A.C.White & B.Sloane - Stapeliopsis Pillans - Stathmostelma K.Schum. - Steleostemma Schltr. - Stelmagonum Baill. - Stelmatocodon Schltr. - Stenomeria Turcz. - Stenostelma Schltr. - Stephanotis Thouars - Stigmatorhynchus Schltr. - Stomatostemma N.E.Br. - Streptocaulon Wight & Arn. - Streptomanes K.Schum. - Strobopetalum N.E.Br. - Stuckertia Kuntze - Swynnertonia S.Moore - Tacazzea Decne. - Tainionema Schltr. - Tanulepis Balf.f. - Tassadia Decne. - Telectadium Baill. - Telesilla Klotzsch - Telminostelma E.Fourn. - Telosma Coville - Tenaris E.Mey. - Tetraphysa Schltr. - Thozetia F.Muell. ex Benth. - Toxocarpus Wight & Arn. - Trachycalymma (K.Schum.) Bullock - Treutlera Hook.f. - Trichocaulon N.E.Br. - Trichosacme Zucc. - Trichosandra Decne. - Trichostelma Baill. - Tridentea Haw. - Triodoglossum Bullock - Tromotriche Haw. - Tweedia Hook. & Arn. - Tylodontia.L.Rob. & Greenm. - Utleria Bedd. ex Benth. - Vailia Rusby - Vincetoxicopsis Costantin - Vincetoxicum Wolf - Vohemaria Buchenau - White-Sloanea Chiov. - Widgrenia Malme - Woodia Schltr. - Xysmalobium R.Br. - Zacateza Bullock - Zygostelma Benth. |